# Praedictyorbitolina
Praedictyorbitolina es un género de foraminífero bentónico de la subfamilia Praedictyorbitolininae, de la familia Orbitolinidae, de la superfamilia Orbitolinoidea, del suborden Orbitolinina y del orden Loftusiida. Su especie tipo es Praedictyorbitolina carthusiana. Su rango cronoestratigráfico abarca el Barremiense (Cretácico inferior).

## Discusión
Clasificaciones previas incluían Praedictyorbitolina en el suborden Textulariina del orden Textulariida o en el orden Lituolida.

## Clasificación
Praedictyorbitolina incluye a la siguiente especie:
- Praedictyorbitolina carthusiana